# Епархия Сьюдад-Вальеса
Епархия Сьюдад-Вальеса (лат. Dioecesis Vallipolitana) — епархия Римско-католической церкви с центром в городе Сьюдад-Вальес, Мексика. Епархия Сьюдад-Вальеса входит в митрополию Сан-Луис-Потоси. Кафедральным собором епархии Сьюдад-Вальеса является церковь Пресвятой Девы Марии.

## История
27 ноября 1960 года Римский папа Иоанн XXIII издал буллу Cum rectus rerum, которой учредил епархию Сьюдад-Вальеса, выделив её из Архиепархия Сан-Луис-Потоси. В этот же день епархия Сьюдад-Вальеса вошла в митрополию Монтеррея.
28 мая 1997 года епархия Сьюадад-Вальеса передала часть своей территории для возведения новой епархии Матеуалы.
25 ноября 2006 года епархия Сьюдад-Вальеса вошла в новую митрополию Сан-Луис-Потоси.

## Ординарии епархии
- епископ Carlos Quintero Arce (1961 – 1966);
- епископ Alfonso Reyes Ramos (1966 – 1969);
- епископ José Melgoza Osorio (1970 – 1979);
- епископ Juvencio González Alvarez (1980 – 1994);
- епископ José Guadalupe Galván Galindo (1994 – 2000);
- епископ Roberto Octavio Balmori Cinta (2002 – по настоящее время).

## Источник
- Annuario Pontificio, Ватикан, 2007.
- Булла Cum rectus rerum, AAS 53 (1961), стр. 478  (лат.)